# Jezioro Wielgie
Jezioro Wielgie – jezioro w woj. kujawsko-pomorskim, w powiecie golubsko-dobrzyńskim, w gminie Zbójno, leżące na terenie Pojezierza Dobrzyńskiego.

## Dane morfometryczne
Powierzchnia zwierciadła wody wynosi 70,9 ha.
Zwierciadło wody położone jest na wysokości 84,4 m n.p.m. Średnia głębokość jeziora wynosi 11,4 m, natomiast głębokość maksymalna 47,0 m.
Na podstawie badań przeprowadzonych w 2001 roku wody jeziora zaliczono do II klasy czystości.
W roku 1993 wody jeziora zaliczono do III klasy czystości.

## Hydronimia
Według urzędowego spisu opracowanego przez Komisję Nazw Miejscowości i Obiektów Fizjograficznych (KNMiOF) nazwa tego jeziora to Jezioro Wielgie. W różnych publikacjach i na mapach topograficznych jezioro to występuje pod nazwą Wielickie.